# Zbigniew Koellner

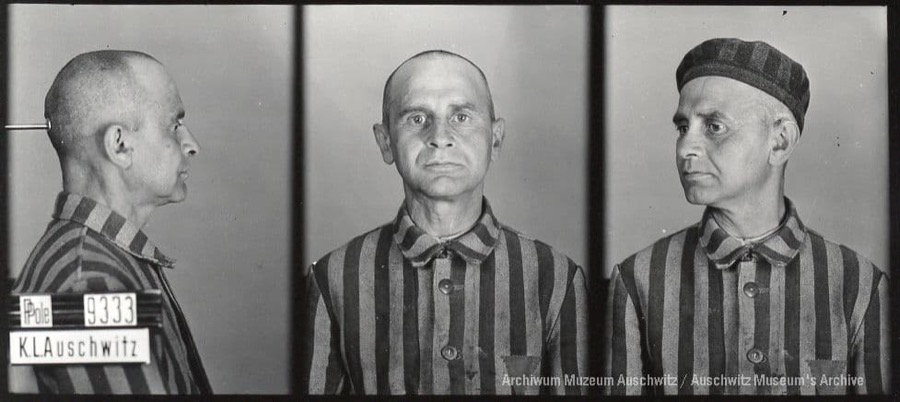
Zbigniew Koellner jako więzień KL Auschwitz

Zbigniew Henryk Koellner, ps. „Zawisza” (ur. 11 lipca 1893 w Brodach, zm. 11 października 1943 w KL Auschwitz) – major piechoty Wojska Polskiego, działacz niepodległościowy.

## Życiorys
Pochodził z arystokratycznej rodziny austriackiej, był synem Adama. Bracia Zbigniewa byli nazistami i pracowali w Ministerstwie Spraw Zagranicznych III Rzeszy.
Od 4 sierpnia 1914 walczył w szeregach 2. kompanii III batalionu 1 pułku piechoty Legionów Polskich. Awansował na stopień sierżanta. 22 maja 1915 pod Klimontowem został ranny w lewe przedramię. Leczył się w Śląskim Szpitalu Krajowym w Ołomuńcu. Uczestniczył w walkach o granice (1918–1921), walcząc m.in. w III powstaniu śląskim. 18 marca 1919 został mianowany z dniem 1 marca tego roku podporucznikiem piechoty z równoczesnym przeniesieniem z 5 do 2 pułku piechoty Legionów.
1 czerwca 1921 był odkomenderowany z macierzystego 3 pułk strzelców podhalańskich do Szkoły Podchorążych Piechoty w Warszawie, w charakterze słuchacza kursu doszkolenia młodszych oficerów. 3 maja 1922 został zweryfikowany w stopniu kapitana ze starszeństwem z 1 czerwca 1919 i 1208. lokatą w korpusie oficerów piechoty, a jego oddziałem macierzystym był 5 pułk piechoty Legionów. Następnie służył w 77 pułku piechoty w Lidzie. 18 lutego 1928 został mianowany majorem ze starszeństwem z 1 stycznia 1928 i 75. lokatą w korpusie oficerów piechoty. W kwietniu tego roku został przeniesiony do 11 pułku piechoty w Tarnowskich Górach na stanowisko dowódcy I batalionu. W marcu 1932 został przeniesiony z 11 pp na stanowisko komendanta Placu Rzeszów. W czerwcu 1934  został przeniesiony do Powiatowej Komendy Uzupełnień Pińczów na stanowisko komendanta. 1 września 1938 dowodzona przez niego jednostka została przemianowana na Komendę Rejonu Uzupełnień Pińczów, a zajmowane przez niego stanowisko otrzymało nazwę „komendant rejonu uzupełnień”. W 1939 w dalszym ciągu pełnił służbę na tym stanowisku. Od 10 września 1939 jako dowódca batalionu wartowniczego walczył w składzie Grupy „Stalowa Wola”.
10 stycznia 1941 przybył do obozu koncentracyjnego Auschwitz i otrzymał numer obozowy 9333. Oddał życie najprawdopodobniej za przynależność do konspiracji stworzonej przez rotmistrza Pileckiego (Związek Organizacji Wojskowej).
Był żonaty z Eugenią z Pilińskich (ur. 9 grudnia 1902, zm. 28 lutego 1970), członkinią POW oraz uczestniczką II i III powstania śląskiego, z którą miał syna Konrada (1930–1993). Żona przeżyła obóz w Ravensbrück (nr obozowy 4384). Po wojnie nękana przez bezpiekę (zarzut szpiegostwa na rzecz Władysława Andersa), została zmuszona do zmiany nazwiska. Przyjęła to, jakie nosili jej przodkowie w czasie powstania styczniowego (Sularzycka).

## Ordery i odznaczenia
- Krzyż Niepodległości – 9 listopada 1931 „za pracę w dziele odzyskania niepodległości”[20][21][22]
- Krzyż Walecznych[23][24][25]
- Złoty Krzyż Zasługi – 10 listopada 1928[26][23]
- łotewski Medal Pamiątkowy 1918-1928 – 6 sierpnia 1929[27]